# Chapelle inférieure de l'Assomption de La Brigue
La Chapelle de l'Assomption, chapelle des Pénitents-Blancs d'en-Bas, est une chapelle de Pénitents située à La Brigue dans le département français des Alpes-Maritimes.

## Historique
L'édifice a été construit au XVIIIe siècle pour la confrérie de l'Assomption fondée par saint Vincent Ferrier à l'occasion d'une tournée de prédication en 1395. Des travaux importants ont été réalisés au XIXe siècle.
Cette chapelle fait l’objet d’un classement au titre des monuments historiques depuis le 3 mars 1949.
Avec l'autre chapelle des pénitents de La Brigue elle a été choisie comme l'un des 18 sites emblématiques retenus pour le loto du patrimoine en 2021.

## Présentation

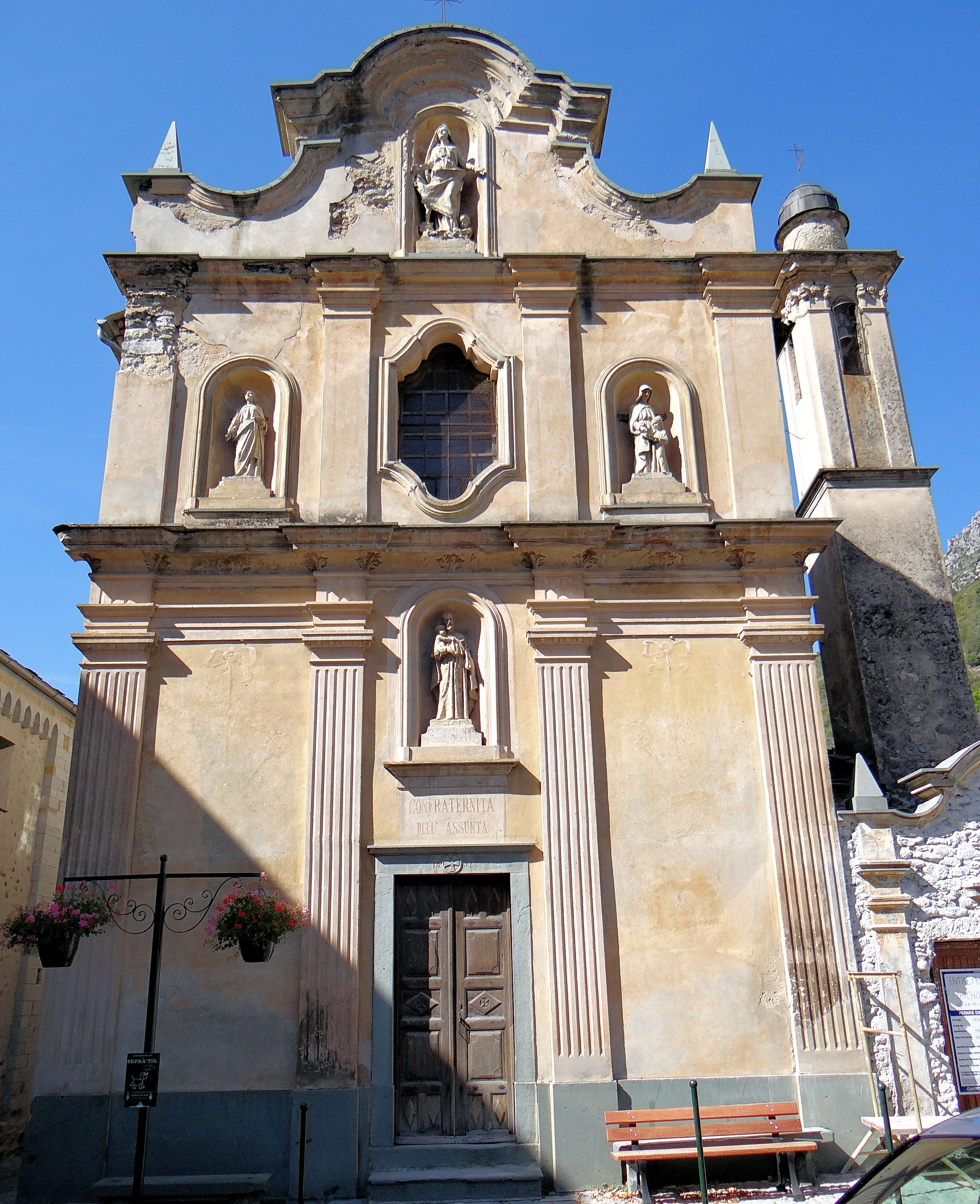
Façade de la chapelle.

La chapelle se trouve à droite de la collégiale Saint-Martin. Elle a été construite au XVIIIe siècle. Elle a été construite suivant un plan rectangulaire.
Elle possède une façade à deux étages surmontée d'un fronton incurvé. Des statues des saints patrons de la confrérie ont été placées dans les niches. En haut Notre-Dame de l'Assomption, à gauche sainte Anne, à droite sainte Lucie, et saint Joseph au dessus de la porte.
Les murs latéraux et les voûtes à l'intérieur sont richement décorés dans le style rocaille, le cycle a pour sujet la vie de la Vierge Marie. Ces décors ont été enrichis et restaurés au XIXe siècle.
Un campanile incliné à l'italienne flanque la chapelle.
La chapelle de l’Assomption possède un des cinq derniers orgues portatifs de procession de France dont le classement a été demandé au titre des monuments historiques.